# Il marito della parrucchiera
Il marito della parrucchiera (Le mari de la coiffeuse) è un film francese del 1990 diretto da Patrice Leconte.

## Trama
Il dodicenne Antoine, stregato dalla prorompente femminilità di una opulenta parrucchiera alsaziana, si ripresenta con eccessiva frequenza da lei col pretesto del taglio dei capelli, ma in realtà per spiarne, turbato, le forme, e abbandonarsi con precoce morbosità alle prime esperienze olfattive e tattili.
Ormai cinquantenne, è ancora in preda a tali turbamenti adolescenziali, a spiare i gesti e le forme della bella Mathilde, anche questa parrucchiera. La sposa e trascorre il proprio tempo dentro le quattro anguste pareti del locale dove Mathilde lavora, senza mai distogliere lo sguardo da lei, che ne ricambia i sorrisi, e contrappuntandone di soppiatto, appena può, i gesti carezzevoli fra shampoo e lozioni, forbici e pettine intorno alla testa del cliente di turno, con morbose manipolazioni sul corpo di lei, che ne è estasiata. Unica alternativa le buffe contorsioni di Antoine, che distrae i clienti con le sue esibizioni di goffo danzatore.
Lo spazio chiuso del locale diventa così il loro habitat diurno e notturno e l'unica cornice dei loro rapporti amorosi, alternati da stravaganti orge a base di colonia e dopobarba, ma anche la prigione dentro la quale diventa ossessivo quel loro concentrarsi unicamente sull'erotismo, fino a farne un assoluto. Improvvisamente Mathilde si suicida annegandosi, ossessionata dal terrore che un giorno possa accaderle di non esser più desiderata. L'uomo, inconsapevole o distrutto dall'evento, rimarrà comunque nel salone ad aspettarla intrattenendo i clienti di passaggio nell'attesa del suo ritorno.

## Riconoscimenti
- 1990 – Premio Louis-Delluc
  - Il marito della parrucchiera di Patrice Leconte (ex aequo con Le Petit Criminel di Jacques Doillon)
- 1991 – Premio César[2]
  - Candidatura per il miglior film
  - Candidatura per il miglior regista a Patrice Leconte
  - Candidatura per il miglior attore a Jean Rochefort
  - Candidatura per la migliore sceneggiatura originale o adattamento a Claude Klotz e Patrice Leconte
  - Candidatura per la miglior fotografia a Eduardo Serra
  - Candidatura per il miglior montaggio a Joëlle Hache
  - Candidatura per la miglior scenografia a Ivan Maussion
- 1992 – British Academy Film Awards[3]
  - Candidatura per il miglior film non in lingua inglese